# Fortran
Фортран је програмски језик намењен превасходно за обимна математичка израчунавања.

## Фортран I
Први преводилац за фортран је осмишљен и написан у периоду од 1954. до 1957. године од стране IBM-овог тима који је предводио Џон Бакус. Прва примена му је била за прорачун параметара у нуклеарној електрани. Потиснуо је асемблер (јер је био једноставнији за програмирање и преносив) и брзо био прихваћен од стране научника и војних организација. Коришћен је за војне пројекте и свемирска истраживања.

## Фортран II, III, IV и фортран 66
- Фортран II (1958) је био значајно побољшање јер је омогућавао поделу програма у модуле и повезивање са асемблерским модулима.
- Фортран III (1958) никада није јавно објављен. Омогућавао је асемблерски код усред фортрановог кода, али је тиме губљена преносивост.
- Фортран IV (1961) био је пречишћени и допуњени фортран II (додати искази COMMON и EQUIVALENCE и отклоњене неке неправилности).
- У мају 1962. године комитет ASA започео је пројекат стандардизације овог језика што је омогућило израду преводиоца за сваки нови модел рачунара који се појави на тржишту. Нови ASA стандард објављен је 1966. и постао општепознат под именом FORTRAN 66. Био је то први стандард ове врсте у свету.

Пример програма написаног у фортрану 66:
```
# PROGRAM TRIVIAL

# INTEGER I

# I=2

# IF (I .GE. 2) CALL STAMPAJ

# STOP

# END

# SUBROUTINE STAMPAJ

# PRINT *,'Zdravo svete!'

# RETURN

# END

```

## Фортран 77
Фортран 77 (скраћено Ф77) је нови стандард (из 1977. године) који је додао:
- петље DO са опадањем контролне променљиве.
- Блоковску наредбу . Пре фортрана 77 постојала је само наредба .
- Тест је претходио извршавању DO петљи. Пре Ф77 DO петље су се увек извршавале бар једном
- Тип CHARACTER. Пре Ф77 знаци су увек били чувани у променљивама типа INTEGER.
- Апостроф је постао знак који ограничава константне ниске.
- Главни програм се није више завршавао са наредбом STOP.

Пример програма у фортрану 77:
```
C
 
Главни
 
програм

# PROGRAM PRIMER77

# PARAMETER (MAKS_VELICINA=99)

# REAL A(MAKS_VELICINA)

# READ (5,5, END=11) K

# FORMAT(I5)

# IF (K .LE. 0 .OR. K .GT. MAKS_VELICINA) STOP

# READ *,(A(I), I=1, K)

# PRINT *,(A(I), I=1, K)

# PRINT *,'Suma brojeva je: ', SUMA(A, K)

# GOTO 4

# PRINT *,'Kraj'

# STOP

# END

C
 
Функција
 
за
 
сумирање

# FUNCTION SUMA(V, N)

# REAL :: V(N)

# SUMA = 0.0

# DO 19 I = 1, N

# SUMA = SUMA + V(I)

# CONTINUE

# RETURN

# END

```

## Фортран 90
Фортран 90 је донео много новина које су га приближиле данас популарним језицима (као што је C, на пример).

## Фортран 95
Фортран 95 је донео неколико мањих побољшања у односу на фортран 90.

## Етимологија
Име „фортран“ долази од енглеског назива за овај програмски језик, „FORTRAN“, који је настао узимањем почетних слова енглеских речи „Formula Translation“. У српском језику ова скраћеница се лексикализовала, па се више не користи енглески оригинал него српски прилагођени облик „фортран“.